# عبد الرحمن المزين

ملصق يوم الرض, عبد الرحمن المزين, 1984

عبد الرحمن المزين (مواليد 1943 في القبيبة (الرملة)) فنان تشكيلي فلسطيني، رئيس الاتحاد العام للفنانيين الفلسطينيين، لواء متقاعد في قوات الأمن الوطني الفلسطيني، حاصل على شهادة الدكتوراة في التاريخ الكنعاني وله عدة مؤلفات عن الكنعانية.
تركزت أعماله بين اسلوبين، الأول زيت على قماش والثاني «غرافيكس» حبر على ورق. وتراوحت الأعمال بين الواقعية والرمزية.
هو علامة مركزية مهمة من علامات الفن الفلسطيني في مرحلة الثورة (1964 – 1994). امتازت أعماله الفنية في المرحلة الأولى من حياته المهنية بالتسجيل والتفاصيل الكثيرة، ولكن المرحلة الأخيرة، يبدو فيها التطور في أعماله، فأرضية اللوحة تتسم بالمزيد من الدراسة والاهتمام، حتى أنها لتبدو تجسيداً لصيغ زخرفية مستحدثة، ذات علاقة وثيقة وجوهرية بمفهوم اللوحة لدى الفنان، بعد أن كانت ربما محاولة اكتشفت من خلال العمل.
انتبه بعد منتصف السبعينات للروح الكنعانية كعنصر من عناصر الهوية الفلسطينية. لوحاته زخرفية غنائية تحمل شحنة عاطفية عالية يعبر عنها بالألوان الريفية، متحكماً في النغم اللوني. وله دور مهم في البحث منذ أول الثمانينات عن الأعماق التراثية الكنعانية والفلسطينية في مجال البحوث التاريخية والآثارية، إضافة إلى لوحاته الزيتية والغرافيكية. ومنذ أول الثمانينات اهتم بالجداريات اللونية الزخرفية.